# Bankivahoen
Het rode kamhoen (Gallus gallus), in de volksmond vaak bankivahoen genoemd, is een vogel uit de orde van de hoendervogels. Dit hoen is de voorouder van het huishoen ofwel de moderne kip.

## Kenmerken
Mannetjes hebben een bont verenkleed, een rode, vlezige kam en dito lellen. De kleinere vrouwtjes zijn geel- en donkerbruin. De lichaamslengte bedraagt 80 cm en het gewicht 500 tot 1500 gram.

## Voorkomen en leefwijze
Het bankivahoen woont in familiegroepjes in dichte bossen en is niet groot, ongeveer zo groot als de gemiddelde krielkip. Het bankivahoen is omnivoor, wat verklaart waarom kippen ook alleseters zijn. De snavel van het bankivahoen is vrij scherp, sterk en een beetje krom. Het dier heeft ook scherpe nagels, die geschikt zijn om op de grond te scharrelen. De vogels leven voornamelijk op de bosgrond en vliegen alleen zo nu en dan, bijvoorbeeld als ze vluchten en als ze naar hun boomnesten of andere veilige plaatsen gaan.

## Voortplanting
De hen legt zo'n tien eieren per legsel. Wanneer het eerste legsel in een broedseizoen mislukt, kan zij nog een tweede of eventueel derde legsel produceren. De hen zal, net als een kip, 21 dagen broeden voordat de eieren uitkomen.

## Domesticatie
Hoe en wanneer het domesticatieproces precies is verlopen, is niet geheel bekend. Zelfs de invloed van andere in het wild levende kamhoendersoorten is niet geheel uitgesloten. We weten ondertussen wel dat het Burma-bankivahoen (G. g. gallus) de belangrijkste voorouder is.
Rond het jaar 3200 v.Chr. werden er al huishoenders gehouden in Azië en vooral in India. Ook zijn er aanwijzingen dat de Egyptenaren en Chinezen reeds kippen hielden vanaf het jaar 1400 v.Chr. In het oude Sumer noemde men het de vogel uit Meluhha. De eerste gedomesticeerde kippen kwamen rond het jaar 700 v.Chr. in Zuid-Europa terecht. Tegenwoordig komen kippen vrijwel overal ter wereld voor.

## Ondersoorten
De naam bankivahoen verwijst naar een van de vijf ondersoorten, namelijk Gallus gallus bankiva (Temminck, 1813) uit Zuid-Sumatra, Java en Bali. Gallus gallus heeft echter een veel groter verspreidingsgebied in Zuidoost-Azië, van Noordwest-India oostwaarts tot Zuidwest-China en Hainan en zuidwaarts tot Maleisië en Indonesië. Bankivahoenders zijn als enige van de kamhoenders de voorouder van de gedomesticeerde kip.
Ondersoorten van het bankivahoen (Gallus gallus) zijn:
- G. g. murghi: noordelijk India, Nepal, Bhutan en Bangladesh.
- G. g. spadiceus: van noordoostelijk India tot zuidelijk China, Malakka en noordelijk Sumatra.
- G. g. jabouillei: van zuidelijk China tot noordelijk Vietnam en noordelijk Laos.
- G. g. gallus: zuidelijk Myanmar via Indochina.
- G. g. bankiva: Java.